# 淀橋浄水場
淀橋浄水場（よどばしじょうすいじょう、英称：Yodobashi Purification Plant）は、かつて東京都新宿区にあった東京都水道局の浄水場である。廃止当時の正式部署名は「東京都水道局東村山浄水管理事務所淀橋浄水場」であった。

## 概要
1898年（明治31年）12月1日に通水を開始し、これを記念して12月1日は「東京水道の日」として2019年に定められている。原水は玉川上水から引き入れた。1965年（昭和40年）3月31日をもって廃止され、機能は東村山市の東村山浄水場に移された。
跡地の再開発計画として新宿副都心計画がスタートし、1960年代後半から京王プラザホテルを皮切りに住友ビル、三井ビル、東京都庁舎など、次々と超高層ビルの建築が進んだ。現在は新宿中央公園の一角に淀橋給水所が残る。
淀橋は青梅街道が神田川をまたぐ橋で、浄水場が設置された当時には、東京府豊多摩郡淀橋町（現在の西新宿、北新宿一帯）の地名になっていた。この地は昭和時代には東京市へ編入され、東京市が15区から35区となった際には「淀橋区」の区名にもなった。
1970年の住居表示実施以降、「淀橋」は行政上の地名としては現存しないが、ヨドバシカメラや東京都中央卸売市場淀橋市場、新宿区立小学校・幼稚園（新宿区立淀橋第一小学校など）に名を残している。

## 淀橋浄水場誕生の経緯

### 維新後の東京の上水事情
明治維新以前の江戸の水道は玉川上水と神田上水を水源とした7つの分水組合によるものであったが、東京府が設置されて組合が解散した後もこれら2系統による給水が続いた。維新初期の度重なる官制変更により所管官庁は二転三転し、1870年（明治3年）から1872年（明治5年）まで玉川上水路に通船を許可したり、1874年（明治7年）まで水道料金（上水賦金）が徴収されない時期があるなど暫く混乱が続いた。
このような混乱により東京で上水の水質悪化が問題となった。導水路は、降雨時に混濁が激しく、生活汚水や塵芥、動物の死体や糞尿が流入し、玉川上水は自殺の名所で水死体も流れた。木樋の排水管は継目から容易に汚染物質が混入し、高圧送水されていなかったことから腐食した木樋が水に溶解するなど、衛生面で問題になっていた。
玉川神田両上水や上水井戸の水質改善は政府の案となり、帝都の衛生上の問題だけでなく、近代国家の体面にかかわる問題でもあると考えられた。水道の抜本的な近代化が必要であるとして、1872年（明治5年）から来日していた内務省土木寮雇オランダ国工士ファン・ドールンに調査を命じ、1874年（明治7年）に『東京水道改良意見書』と1875年に『東京水道改良設計書』がそれぞれ提出された。旧水道の実態調査で汚染の実態を目の当たりにした東京警視廳係官の奥村陟は水道改良を訴え、上司で東京警視廳少警視の桧垣直枝も西洋の水道政策採用を東京警視廳大警視の川路利良に上申して内務卿（内務大臣）の伊藤博文に提出された。これを審査した内務省土木寮・石井省一郎も奥村と同様水道の鉄管化の必要性を説き、1876年（明治9年）に政府は東京府に水道改正委員を設置して上水清潔事業を開始した。委員会は1877年（明治10年）に上水の改良方法や建設費用等の調査報告書『府下水道改設之概略』を提出した。
1878年（明治11年）に東京警視廳及び東京府は神田玉川両上水水源取締仮規則及び飲料水注意法を制定し、上水井戸の管理を厳しく定めた。1879年（明治12年）に（旧制）東京大学理学部准助教の久原躬弦らが行った上水井戸や堀井の調査で「希薄の尿液」と飲料水に不適であることが厳しく指摘された。このため玉川上水は浚渫や土手の構築を行い、神田上水は一部を暗渠化して対応した。1880年（明治13年）に東京府は『東京府水道改正設計書』を立案した。
1886年に東京でコレラが大流行し、1886年（明治19年）8月7日付の『東京日日新聞』（現在の『毎日新聞』）は「清潔法の骨髄は、飲料水の改良と下水の改良にある」と報じて上水改良と下水道網の整備を訴えた。東京におけるコレラ大流行は、近代水道の必要性を一般国民に広く認識させ、政府は水道改良事業計画の策定を加速させる契機となった。

### 淀橋浄水工場着工
1888年（明治21年）に内務省に設置された市区改正委員会が水道改良の実施を決議し、調査検討の結果、1890年（明治23年）7月1日に『東京水道改良設計書』が内閣総理大臣の認可を得た。同年9月に東京市会本会議は全会一致で、水道改良費650万円及び道路河濠橋梁公園改正費350万円の合計1,000万円の市区改良費を5年計画で認めた。当時の一般財政は年額50万円ほどで東京市民にとっては負担増を意味し、水道改良中止を求める反対運動まで起きたが暫くして下火となった。1891年（明治24年）11月1日に府庁内に水道改良事務所が設置された。当初は、内務省衛生局雇間技師バルトンの第2次報告書にある、玉川上水路により多摩川の水を千駄ヶ谷村の浄水工場（浄水所）へ導いて沈殿・ろ過したのちに、麻布及び小石川の給水工場（給水所）へ送水し、浄水工場に併設された給水工場を含めて3箇所の給水工場からポンプ圧送あるいは自然流下で市内に配水する案を軸に検討したが、のちに内務省技師補の東京市水道技師中島鋭治工学博士が再検討した『東京水道改良計画書』で、浄水工場は千駄ヶ谷村から淀橋町へ、給水工場は麻布・小石川から芝・本郷へそれぞれ変更し、淀橋以西の和田堀まで新水路を築造する意見が盛り込まれ、同年12月1日の市区改正委員会で議決されて設計が変更された。1892年（明治25年）6月から1893年4月にかけて東京市は淀橋浄水工場予定地の地権者と厳しい交渉の末、用地買収を完了した。買収完了に先行して1892年（明治25年）9月21日に淀橋浄水工場仮事務所建築の盛土工事を着工し、同年12月に新水路工事が着工し、1893年（明治26年）10月22日に、上野駅及び新橋駅から仕立てた特別列車による約3000名の来賓を迎えて淀橋浄水場で改良水道起工式が盛大に挙行した。

### 日本鋳鉄疑獄
浄水工場築造中は不祥事が相次いだ。1894年（明治27年）5月29日、東京市会は日本鋳鉄会社による鉄管の納期遅延問題で、同社と締結した鉄管購買契約を契約不履行を理由に解除、処分した上で新たに同社と契約する事を議決した。しかし1895年（明治28年）10月30日には再度の鉄管納期遅延や検査不合格の鉄管を合格品と偽装して不正納入した事件が発覚した。東京市は直ちに同社社長を刑事告訴、11月5日に東京市会は同社外5名に対して旧刑事訴訟法第4条による附帯私訴を可決した。さらには契約保証金全額没収を議決、12月9日に鉄管納入不正事件により三浦安東京府知事の不信任を議決した。この事件は政界を巻き込む不祥事に発展し、東京市参事会員の辞表提出や12月10日の内務大臣・野村靖による東京市会解散命令、翌1896年（明治29年）3月12日に東京市会は再び東京府知事に対して不信任を議決、再び野村による市会解散命令、3月14日には東京府知事・三浦安の辞職等、東京市政は第二次伊藤内閣を巻き込む形で大混乱に陥った。東京市会は当該鉄管事件を契機として特別市制の撤廃を目指し、1898年（明治31年）10月1日に一般市制が施行された。東京府東京市麹町区有楽町の東京府庁内に東京市役所が開庁し、10月6日に新たな東京市長として松田秀雄が就任した。

### 淀橋浄水工場通水
前述の反対運動や不祥事など紆余曲折を経つつも、1898年（明治31年）12月1日に竣工、明治維新以来31年目にして近代水道が東京に誕生した。淀橋浄水工場は直ちに神田・日本橋方面に通水を開始、翌1899年（明治32年）1月からは各戸の給水工事に取り掛かって2月からろ過処理された浄水を給水開始。その後も給水区域を着々と拡大し、1901年（明治34年）には東京市内の旧上水を廃止した。この給水開始当時の水道は現在の一般家庭各戸に給水されるスタイルではなく、街路に設置された共用水栓を利用するものであったが、上水井戸の時代とは変わって雨天時の混濁がなく、多大な労力を要する事も無く、共用水栓まで出向いて蛇口をひねればいつでも清潔な水を大量に得る事が出来た。東京市民には非常に歓迎され、特に主婦にとっては炊事・洗濯・掃除といった家事の負担を著しく軽減した。また鉄管で密閉・圧送された浄水は清潔なだけではなく、消防用水としても効果的で、大火を防止する有効な手段となった。本格的な給水開始以降は東京における伝染病や火災の発生数は激減し、近代水道の効果を示した。
その後、東京市では水道需要が急激に伸びた為、1911年（明治44年）3月まで淀橋浄水場の施設能力を二期にわたって増強した。
田山花袋が1916年（大正5年）に発表した小説『時は過ぎゆく』には、淀橋浄水場建設時のようすが出てくる。

### 地元・淀橋町への水道供給
淀橋浄水場は東京市外の豊多摩郡淀橋町に造られたが、あくまで東京市の水道であるため、地元の淀橋町では浄水場の水は使えなかった。町内の井戸の水質は悪く、町では東京市に陳情し水道水の供給を受けられるよう働きかけた。当初は小学校にだけ供給が認められたが、1924年（大正13年）に淀橋町の独自負担で給水組合を設立し、東京市水道に工事を委託し水道配水管を引く工事が行なわれ、分水を受けた淀橋町の水道による給水が開始された。1927年（昭和2年）には給水区域を淀橋町全域に拡大したが、1931年（昭和6年）に市内の他の10の町村給水組合・水道会社とともに東京市水道に統合され、翌年、淀橋町も東京市に編入され、周辺3村と合わせて東京市淀橋区となった。

## 廃止
1923年（大正12年）9月1日に関東平野を襲った関東大震災によって、東京市内で住居を失った市民らは広い山の手郊外に土地を求め、西新宿一帯は代表的な住宅地になった。当時の新宿駅西口方面は東口方面と異なり、東京地方専売局淀橋工場と淀橋浄水場以外は学校と人家が点在する閑散とした地域だった。今後の新宿の繁栄のため、広大な面積を占める浄水場の移転が大正末期頃から地元民によって要望された。
1932年（昭和7年）3月に、淀橋浄水場の機能を東村山市に移転（現在の東村山浄水場）して、淀橋浄水場の売却処分収入を市債の償還費に充当する内容の「東京市第二水道拡張計画案」が東京市会へ提出された。都市計画東京地方委員会は、浄水場移転を前提とした街路計画を策定して同年9月に都市計画を決定した。太平洋戦争の戦局悪化もあり、移転計画の実施は戦後に持ち越された。戦時中は空襲被害を受け、1945年（昭和20年）5月25日の空襲で原水施設や車庫などが炎上したが、塩素を大量に扱う滅菌機室など重要施設に損害はなく、施設の完全停止は免れた。
戦後は、最新の設備を導入するなど浄水能力の拡充を図ったが、1960年（昭和35年）に移転先の東村山浄水場が竣工して通水すると、淀橋浄水場では廃止作業を開始した。約150名の職員は技能研修を実施して段階的に東村山へ転出し、同時に施設能力も段階的に縮小して1965年（昭和40年）の年頭までに大部分の施設を移転させたことで停止した。
1965年1月、干上がった濾過池で係長級以上の職員らを中心に感謝祭を催し、3月31日に廃止された。廃止当日は水道局長の扇田彦一、場長の志村匤造、職員らが見守る中、紅白のリボンが結ばれた高地線ポンプ所中野線ポンプ操作盤起動レバーを操作すると、パイロットランプが緑色に点灯し、ポンプは完全に停止した。淀橋浄水場と西部支所の看板が下ろされ、扇田は「70年の歴史を持つ淀橋浄水場は本日を以て閉庁したが、この施設は決して老朽した為に廃止するのではなく、今でも浄水場としての機能は立派に備えている。新宿副都心建設という大目的に協力しての東村山浄水場への移転に伴う廃庁であり、特に職員の皆さんが平常の業務と併せて移転業務を支障なく果たされたことを感謝する」と廃止を惜しんだ。その後、4月10日に「淀橋浄水場廃庁に伴う集い」を催した。

## 跡地
貯水場の広大な跡地で再開発が行われ、東京都庁舎、新宿NSビルを始めとした高層建築街になっている。貯水池だった場所には盛り土などが施されず、そのまま再開発した名残で、新宿新都心一帯には高低差が生じている。
現在でも新宿中央公園の富士見台と呼ばれるところには淀橋浄水場時代に建てられた洋風東屋の六角堂が残されており、2013年（平成25年）3月25日に新宿区の地域文化財に指定された。